# Leif Castberg

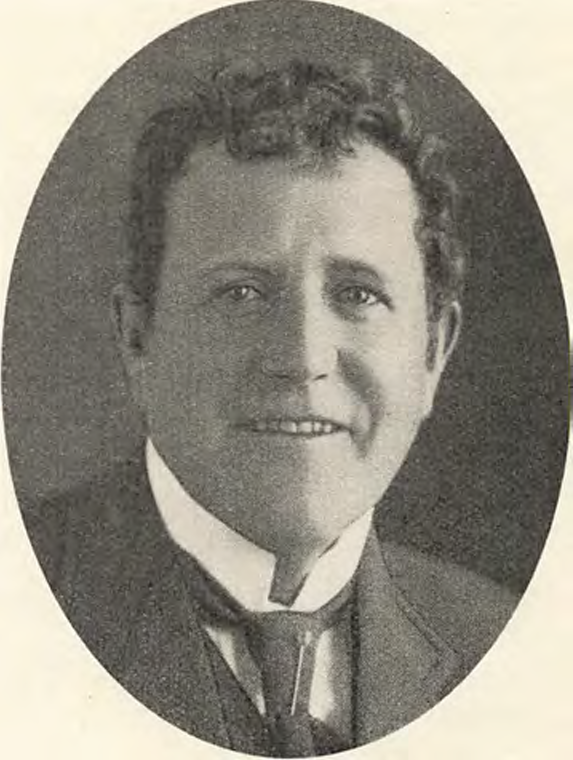
Leif Castberg (1876–1950)

Leif Castberg (* 23. April 1876 in Skien; † 3. Mai 1950 in Gjøvik) war ein norwegischer Rechtsanwalt und Politiker in Gjøvik. Er übernahm die Rechtsanwaltspraxis seines älteren Bruders Johan Castberg, des späteren ersten norwegischen Sozialministers. Leif profilierte sich als Anwalt der Gemeinde und der regionalen Wirtschaft in zahlreichen Gemeindeausschüssen und Aufsichtsräten. Politisch stand er der Venstre und deren radikaler Abspaltung Arbeiderdemokratene nahe. Über dreißig Jahre war er Mitglied des Stadtrats und zeitweise auch Bürgermeister. In dieser Funktion bemühte er sich um die Vergrößerung der Gemeindegrenzen, um Bauland für die wachsende Bevölkerung zu schaffen. Während der deutschen Besetzung Norwegens wurde ihm nach viermonatiger Haft die Anwaltslizenz entzogen, aber nach der Befreiung war er wieder täglich in seiner Kanzlei tätig. Die Gemeinde Gjøvik hat ihn auf ihre Kosten beerdigt und eine Straße nach ihm benannt.

## Leben

### Eltern und Geschwister
Die alte norwegische Familie Castberg hat seit dem 17. Jahrhundert immer wieder prominente Mitglieder hervorgebracht. Leifs Vater Johan Christian Tandberg Castberg war Zollbeamter und ab 1871 in Skien ansässig. Dort wurde er Bürgermeister, gründete die  Lokalzeitung Varden und saß für die Liberale Partei Venstre im Parlament.
Johan Christian Tandberg Castberg gründete mit Hanna Magdalena Frisak Ebbesen (1839–1881) eine auch für damalige Verhältnisse kinderreiche Familie. Hintereinander wurden geboren: Peter Harboe (* 1859), Anna Margrete (* 1860), Jørgen Ebbesen (* 1861), Johan (* 1862), Einar (* 1864), Gunnvar (* 1866), Erling (* 1867), Bjarne (* 1871), Hanna (* 1872), Torgrim (* 1874), Leif (* 1876) und Ragnhild (* 1878). Ein weiteres Kind, Sigrun (* 1888), stammt aus einer zweiten Ehe Johan Christians. Mehrere Geschwister von Leif Castberg wurden prominent: Johan Castberg war Richter und Politiker, mehrmals Minister, und er setzte 1915 die Gleichstellung unehelicher Kinder und die staatliche Bevorschussung der Alimente durch. Hanna Castberg war eine engagierte Frauenrechtlerin und Schriftstellerin. Torgrim Castberg war Geiger und Konzertmeister und gründete 1905 zusammen mit Edvard Grieg die Musikakademie Bergen.

### Studium und Berufseinstieg
1890, mit vierzehn Jahren, übersiedelte Leif Castberg aus dem elterlichen Haushalt zu seinem Bruder Johan nach Gjøvik. Der Bruder war dort als overrettssakfører (Ober-Rechtsanwalt mit dem Klagerecht vor allen Gerichten) und zusätzlich als Pflichtverteidiger tätig. Leif legte an der Schule in Gjøvik 1894 sein Abitur (Examen artium) ab und studierte anschließend an der Universität Oslo Rechtswissenschaft. 1900 schloss er das Studium als cand. jur. ab und kehrte nach Gjøvik zurück, um als Assistent (fuldmægtig) seines Bruders in dessen Anwaltskanzlei zu arbeiten. Als Johan 1901 als statsadvokat (Staatsanwalt) in den Staatsdienst wechselte und fortzog, übernahm Leif als overrettssakfører die Kanzlei.

### Ehen und Kinder

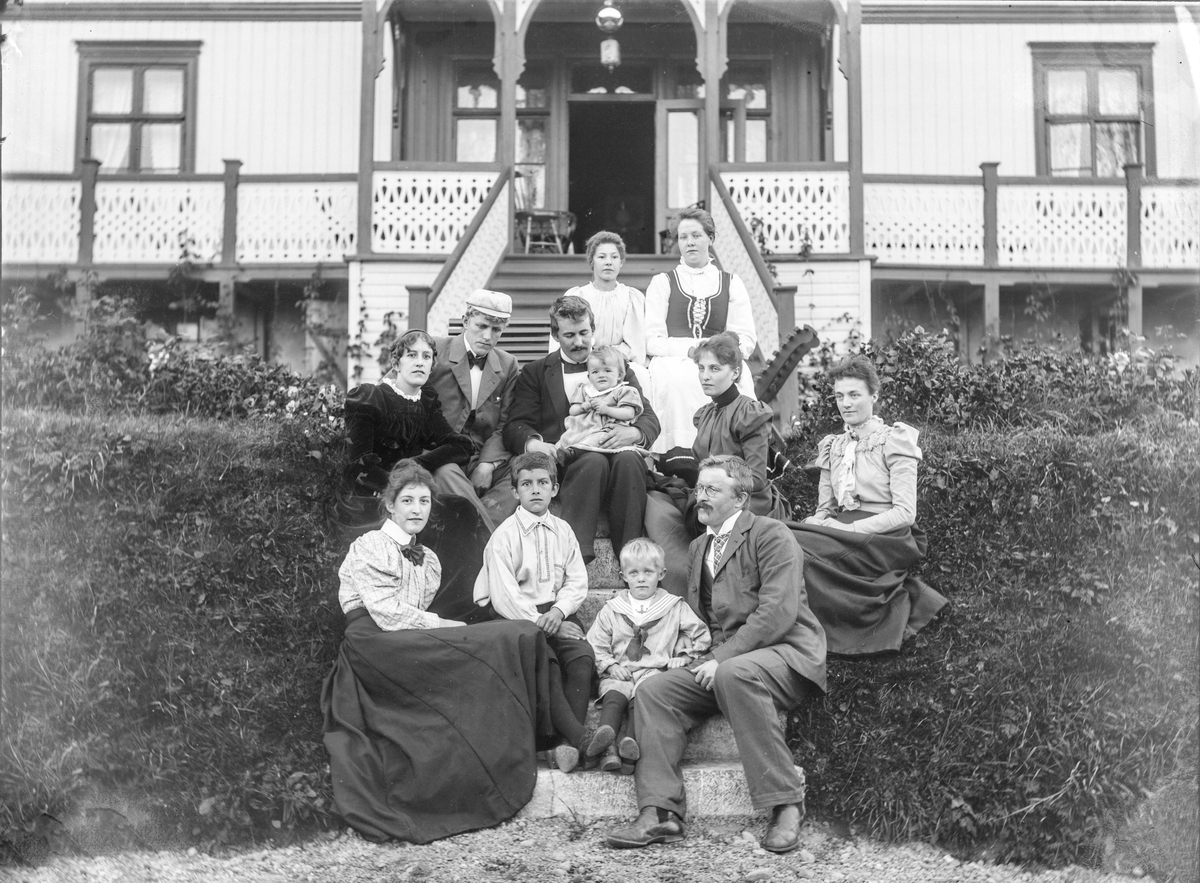
Foto der Familie Castberg kurz vor 1900: Johan Castberg (unten rechts sitzend), seine Ehefrau Karen Anker (ganz rechts sitzend), Frede Castberg (Kind im Matrosenanzug, vorne sitzend). In der zweiten Reihe Hanna Castberg, Leif Castberg (mit Hut), Torgrim Castberg (mit einem Kind auf dem Schoß), Sigrid Castberg (1. Ehefrau von Leif).

Leif Castberg heiratete in der Gamle Aker kirke am 18. August 1900 Sigrid („Sigg“) Flood (* 25. April 1877 in Skien; † 1958 in Oslo), die Tochter des Generalagenten Simon Wright Flood (1839–1895) und der Marie Jacoba Thorbjørnsen (1845–1929). Das junge Paar wohnte in der Nachbargemeinde Vardal im Ortsteil Fredevik. In den nächsten Jahren wurden drei Töchter geboren: Hildur (auch Mosse genannt) am 27. Februar 1901, Aase (die nach sechs Monaten verstarb) am 16. Oktober 1902 und Gerd am 4. September 1905.
1902 zog die Familie nach Gjøvik um und wohnte (1910) auf Storgaten 1, unterstützt durch das Dienstmädchen Lina Strandli.
Die Ehe zwischen Leif und Sigrid wurde 1913 geschieden. Hintergrund war eine Liebesbeziehung zwischen Sigrid und Roald Amundsen, die Amundsens Biograf Tor Bomann-Larsen anhand eines Briefs des Polarforschers an Herman Gade nachgewiesen hat. „Certainly, an affair had begun by the time Amundsen left for Antarctica in 1910. […] Later, after Amundsen’s return from the South Pole, Sigrid is said to have been eager to continue their relationship, but even though she divorced Leif Castberg in 1913, her affair with Amundsen went no further.“
Nach der Scheidung war Sigrid bis zu ihrer Pensionierung im Sozialministerium beschäftigt. Sie hat nicht mehr geheiratet. Leif zog in die Tordenskjolds gate 2 um, wo er 1920 allein (ohne die Töchter) nur mit einer Haushälterin (Valborg Andersen) lebte, und noch später mit seiner zweiten Familie im Adressbuch nachweisbar ist.
Am 29. September 1921 heiratete er erneut, diesmal Else Lingjerde (* 23. August 1900 in Gjøvik), die Tochter des Kutschenfabrikanten Hans H. Lingjerde (1867–1914) und der Helga Børstad (1865–1904). Einziges Kind aus dieser Ehe ist der am 4. Februar 1924 geborene Sohn Leif Leifssøn.

### Berufstätigkeit
Ab dem Beginn seiner Berufstätigkeit und bis mindestens 1908 war Leif Castberg der Anwalt der Kommune Gjøvik und der örtlichen Filiale der Norges Bank. „Gleichzeitig arbeitete er als Wirtschaftsanwalt, als Immobilienmakler und mit Aufträgen u. a. für die Industrie.“ Ab 1918 wurde er auch als Pflichtverteidiger in Strafsachen beschäftigt, zunächst am Berufungsgericht (langmannsrett), später ab 1936 am Stadtgericht (byrett) Gjøvik und am Bezirksgericht (herredsrett) Toten. Dabei fiel den Beteiligten auf, „dass seine Reden sowohl von selbstbewusster Form als auch von warmer Menschlichkeit durchdrungen waren.“ Und dies obwohl in diesen Jahren die Verteidiger vom Staat schlecht bezahlt wurden. Leif beklagte sich, es sei „oft grausam, sein Geschäft zu vernachlässigen, um für das spärliche Honorar, das man regelmäßig erhält, eine solche Verteidigung zu übernehmen“.(zitiert bei)
Leif Castberg war auch in der Standesvertretung aktiv, als Mitglied der norwegischen Anwaltsvereinigung (Den norske sakførerforening), und 1926–1936 als Vorsitzender des 4. Bezirkes (Oppland) dieses Vereins.

### Politische Ämter

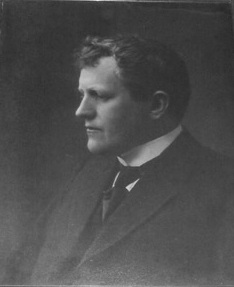
Leif Castberg (1876–1950)

Wie sein Vater und Bruder Johan war auch Leif Castberg stark politisch interessiert und zunächst als Venstre-Vertreter Ersatzmitglied des Stadtrates. Im Herbst 1907 trat er aus Gjøviks venstreforening aus und gründete Gjøvik Arbeideres Fællesforening als Ortsgruppe der Arbeiderdemokratene, der von Johan Castberg 1906 gegründeten bürgerlich-radikalen Partei. Als deren Vorsitzender und Kandidat zog er am 1. Januar 1908 in den Stadtrat ein, dem er bis 1940 ununterbrochen angehörte. Er war 1908 und 1910–1916 Bürgermeister und danach 15 Jahre lang Mitglied des Gemeindespräsidiums (formannskapet).
Bei den Wahlen zum Storting 1918 trat Leif Castberg im Wahlkreis Lillehammer und Gjøvik als Kandidat von Arbeiderdemokratene und Venstre an, musste sich aber mit nur knapp 7 % der Stimmen den Großparteien Høyre bzw. Sozialdemokraten geschlagen geben.
Bei den Gemeinderatswahlen von 1925 wurde Castberg auf der Liste der Borgerpartiet (Bürgerpartei) gewählt, einer Sammelliste der konservativen Høyre und ihrer Verbündeten. Wie es zu diesem Parteiwechsel kam und ob er nachhaltig war, ist nicht bekannt.

### Ausschusstätigkeit
Wie in norwegischen Gemeinden üblich, fand Leif Castbergs kommunale Tätigkeit hauptsächlich in Ausschüssen und Kommissionen statt, an denen er reichlich beteiligt war:
- Vorsitzender des Steuerveranlagungsrats (ligningsrådet), bereits vor 1908.[5]
- Vorsitzender von Gjøviks Brandweingesellschaft (Brænde vinsamlags direktion), bereits vor 1914.[9]
- Mitglied des Schulausschusses 1911–1916 und 1935–1937.
- Vorsitzender der Aufsichtskommission für die Eisenbahnlinie Kristiania–Gjøvik 1913–1916.
- Vorsitzender des Ausschusses für die Regulierung des Svanfoss-Damms (beim Mjøsa-See) 1914–1916.
- Vorsitzender des Versorgungsrates (Provianteringsråd) von Gjøvik während des Ersten Weltkrieges.
- Mitglied des Vorstands der Städtischen Kinematographie Gjøvik 1935–1938.
- Mitglied des Ausschusses für die Einführung einer Altersrente in Gjøvik.

Ein jahrelanges Thema im Gemeinderat war die Erweiterung der Stadtgrenzen zu Lasten der angrenzenden Herredskommune Vardal. Als Gjøvik 1861 als Kjøpstad gegründet worden war, wurden ihr als Fläche nur bescheidene 848 Hektar zugewiesen. Castberg schlug bereits 1911 als Bürgermeister eine Stadterweiterung vor. Erst im Juli 1920 stimmte das Storting zu und eine Kommission, an der vonseiten Gjøviks auch der ehemalige Bürgermeister Castberg beteiligt war, legte die neuen Grenzen fest.

### Wirtschaftsmanagement

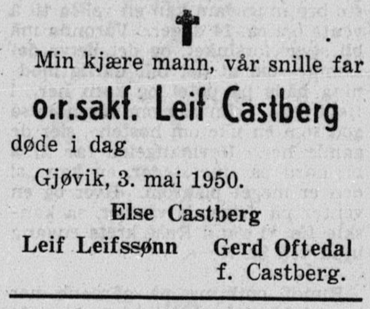
Todesanzeige von Leif Castberg in Samhold vom 5. Mai 1950

Leif Castberg bemühte sich um die Förderung der Wirtschaft von Gjøvik und brachte seine Arbeitskraft in mehrere Unternehmen ein:
- Vorstandsmitglied A/S Gjøvik Støperi & Mek. Verksted av 1927 A/S, seit 1927.
- Vorstandsmitglied A/S Hunton Bruk, Gjøvik, seit 1932.
- Vorstandsmitglied Nordgaard & Co. A/S seit 1933.
- Vorstandsmitglied Oplandske dampskipsselskap („Skibladner“), 1938–1950.
- Kommissar für die Hypotekbank und die Småbruk- og Boligbank.

Hunton Bruk war die älteste norwegische Fabrik für Holzfaserplatten. Zu Beginn der Erzeugung 1932 war Leif Castberg Vorstandsmitglied. Die Firma wurde 1971 mit dem (1948 gegründeten) Marktführer Norsk Wallboard AS (heute Huntonit AS) fusioniert.

### Widerstand und Haft
Während der deutschen Invasion in Norwegen ab April 1940 war Leif Castberg im noch unbesetzten Gjøvik im Auftrag der Exilregierung als Untersuchungsrichter tätig, zusammen mit Alf Rønning und Ivar Eriksen. Sie verhörten NS-Mitglieder, die im Verdacht standen, die Verteidigungsmaßnahmen zu sabotieren. Nach der Kapitulation am 10. Juni und der vollständigen Besetzung des Landes wurde am 1. September auch Leif Castberg verhaftet; als Arrestgrund wurde Politisk hets (Politische Hetze) angegeben. Am 10. Oktober 1940 wurde er in das Osloer Kreisgefängnis Abteilung A in der Møllergata 19 verlegt und erst am 16. Januar 1941 wieder entlassen. 1942 wurde ihm außerdem die Zulassung als Rechtsanwalt entzogen, „aber nach der Befreiung war er wieder täglich in seiner Kanzlei tätig.“

### Privates und Würdigung
Leif Castberg war nicht nur Jurist und Politiker. Sogar das Merkantilt biografisk leksikon (Biografisches Wirtschaftslexikon) von 1935 wußte von seinem Interesse für Literatur, Musik und Schilauf. Leif war ein talentierter Amateurschauspieler und mehrere Jahre lang Mitglied bzw. Vorsitzender von Gjøvik dramatiske forening (Dramatischer Vereins von Gjøvik). „Er war von einer festlichen Geselligkeit geprägt, die in Verbindung mit seiner lyrischen Ader auch für andere ein Fest darstellte. Bei vielen Gelegenheiten im Leben der Stadt fand er die richtigen, feierlichen Worte, ob er sich nun in Versen oder in Prosa ausdrückte.“ Aufzeichnungen aus seinem Nachlass wurden erst 1990 als Buch veröffentlicht.
Leif Castberg hat nicht nur kurz vor seinem Lebensende Aufnahme in Hvem er hvem? gefunden, sondern auch schon kurz nach Beginn seiner politischen Karriere, nämlich 1912. Seine Beerdigung am 8. Mai 1950 fand „als Beweis für Gjøviks Anerkennung von Leif Castbergs Arbeit“ auf Kosten der Gemeinde statt. Nach Leif Castberg wurde, wie für seinen Bruder Johan, in Gjøvik eine Straße benannt, Leif Castbergs veg.

## Trivia
Leif Castberg als Schauspieler

Link zum Bild

Der 1998 produzierte norwegische Film Frosset Hjerte (Eiskaltes Herz) hat Leif Castbergs gescheiterte erste Ehe zum Thema. Die Regie ist von Stig Andersen und Kenny Sanders, in den Hauptrollen spielen Leif Hernes (Roald Amundsen), Birger Grøthe (Leif Castberg) und Kari Beate Lilleaas (Sigrid Castberg).

## Werke
- Leif Castberg: Løst og fast fra gamle Gjøvik. utdrag av Leif Castbergs nedtegnelser. (Lose Enden aus dem alten Gjøvik. Auszüge aus den Aufzeichnungen von Leif Castberg.) Gjøvik byhistoriske samlinger, Gjøvik 1990, ISBN 82-91023-01-8 (Information).